# Біргандж
Біргандж — прикордонне місто на заході непальської провінції Мадхеш.

## Клімат
Місто знаходиться у зоні, котра характеризується вологим субтропічним кліматом. Найтепліший місяць — червень із середньою температурою 30.5 °C (86.9 °F). Найхолодніший місяць — січень, із середньою температурою 16 °С (60.8 °F).
| Клімат Бірганджа        | Клімат Бірганджа | Клімат Бірганджа | Клімат Бірганджа | Клімат Бірганджа | Клімат Бірганджа | Клімат Бірганджа | Клімат Бірганджа | Клімат Бірганджа | Клімат Бірганджа | Клімат Бірганджа | Клімат Бірганджа | Клімат Бірганджа | Клімат Бірганджа |
| Показник                | Січ.             | Лют.             | Бер.             | Квіт.            | Трав.            | Черв.            | Лип.             | Серп.            | Вер.             | Жовт.            | Лист.            | Груд.            | Рік              |
| Середня температура, °C | 16               | 18,2             | 23,3             | 27,9             | 29,9             | 30,5             | 29,5             | 29,3             | 28,9             | 26,5             | 21,8             | 17,1             | 24,9             |
| Норма опадів, мм        | 14.2             | 11.5             | 15               | 46.5             | 101.9            | 272.5            | 554.7            | 397.7            | 333.8            | 97.8             | 6.5              | 10.1             | 1862.2           |
| Днів з опадами          | 1,3              | 1                | 0,8              | 1,8              | 3,7              | 6,9              | 11,2             | 9,3              | 6,6              | 2,3              | 0,4              | 0,5              | 45,8             |
| Вологість повітря, %    | 73.8             | 68.8             | 51.5             | 50.6             | 57               | 68.8             | 79.1             | 81.5             | 80.8             | 75.7             | 72.4             | 73.9             | 69.5             |
| ----------------------- | ---------------- | ---------------- | ---------------- | ---------------- | ---------------- | ---------------- | ---------------- | ---------------- | ---------------- | ---------------- | ---------------- | ---------------- | ---------------- |
| Джерело: Weatherbase    |                  |                  |                  |                  |                  |                  |                  |                  |                  |                  |                  |                  |                  |